# Назлъ Толга
Назлъ Толга (на турски: Nazlı Tolga) е турска телевизионна водеща и журналистка.

## Биография
Назлъ Толга е родена на 8 ноември 1979 г. в Анкара. След като започва кариерата си като журналист в Kanal D на 31 август 1998 г., тя завършва журналистика в Университета на Мармара през 2003 г. и е водеща на новинарските програми на Kanal D (1998 – 2002), Show TV (2002 – 2003), Skytürk (2003 – 2007) и FOX (3 септември 2007 – 14 юни 2013). Обявена е за най-добър турски домакин през 2011 и 2012 г. и за най-успешен турски домакин през 2013 г.

## Личен живот
Толга се омъжва през 2013 г. за холандския бизнесмен Лорънс Бренинкмайер в Църквата на Светия дух. Става натурализиран холандски гражданин.
Известно време е живяла в Бразилия, а в от 2017 г. живее в Лондон.
Владее турски, португалски, холандски и английски език. Има сестра и дъщеря.

## Водещ на телевизионни програми
- Kanal D Gece Haberleri (Канал D; 1998 – 2002)
- Nazlı Tolga ile Haber Masası (Skyturk; 2004 – септември 2007)
- Show Haber (2002 – 2003)
- FOX ON Ana Haber (2008 – 2010)
- Nazlı Tolga ile Fox Ana Haber (септември 2007 – 14 юни 2013)